# エドワード・カレン
エドワード・カレン（Edward Cullen）は、ステファニー・メイヤーの小説『トワイライト』シリーズに登場する架空の男性ヴァンパイアである。
人間離れしたルックスとミステリアスな雰囲気の持ち主で、学校中の視線を集める。転生時の年齢は17歳なため、高校へ通っている。愛車はシルバーのボルボ。

## 人物

### 名前・通称
フル・ネームはエドワード・アンソニー・メイスン・カレン（Edward Anthony Masen Cullen）。

### 外見
大理石のように白くて堅い肌に赤銅色の髪の毛、ゴールドの瞳。瞳の色は、渇きの状態によってゴールドから漆黒まで変化する。太陽の光を浴びると、肌がダイヤモンドのように輝く。声はベルベットのように甘い。

### 来歴
1901年6月20日生まれ。実母はエリザベス・メイスン。実父はエドワード・シニア。
1918年、17歳の時にスペイン風邪で入院し、治る見込みがないため見放されていたところをカーライル・カレンの手によってヴァンパイアに転生する。
17歳という外見のため、何度も高校を卒業している。

#### Twilight
肉体年齢は17歳のまま100年以上過ごしていたが、あるとき転校生のベラと出会う。人の心を読むことができる特殊能力の持ち主であるのに、ベラの心が全く読めず、またベラの匂いがこれまでにないほど血への欲望をそそる良い香りであったことから、興味を抱く。人間と深く関わってはいけないと思いつつも、ベラへの思いを抑えることができず、ベラを観察しながら徐々に距離を縮めていく。ベラが交通事故に巻き込まれそうになったり、不良に絡まれそうになったときなどには必ず助け、結局ベラに自身の正体を見抜かれてしまう。
ヴァンパイアだと知られてからはベラと付き合い始めるようになり、家にも招く。一家で行っている野球に連れていったベラが放浪ヴァンパイアのジェームズに狙われると、一家で一丸となって彼女を守った。

#### New Moon
実質109歳。カレン邸で開いたベラの誕生パーティーで、家族の一員であるジャスパーが欲望に負けて怪我をしたベラを狙ったこと、そして守り切れずに新たな怪我をさせてしまったことが原因で、ベラにとっては自分と一緒にいない方が幸せであると考え、ベラに嘘をついて別れを告げ一家でフォークスを去る。彼女への想いを断ち切れずにいたことから、家族とも離れて苦しんでいた。リオデジャネイロに滞在していた際、アリスがベラの自殺を予知したことを告げられ、確認のためにベラの家に電話を掛ける。電話に出たジェイコブの言葉を誤解し、ベラが死んだと誤解する。そして、ヴォルトォーリ族に自らを殺してもらうためにイタリアへ旅立つ。
寸前でベラに再会し、誤解がとけたためにそのまま帰ろうとするものの、ヴァンパイアの秘密を知りすぎているとして、今度はベラがヴォルトォーリ族から殺されかける。
転生させたくないエドワードだったが、エドワードの手で転生させてほしいと頼んできたベラに対して、転生させる条件として結婚を申し込んだ。

### 性格
自ら望んでではなくヴァンパイアになり、死ぬこともできず迷子のような状態で100年以上過ごしてきたが、ベラに出会ったことで生きる意味を見出す。
ベラのためなら、お金も時間も、自分を犠牲にすることも厭わない。ベラのことを愛するあまり、多少過保護な面も見られる。

### 才能
他人の心を読むことができる。ただし、ベラ・スワンだけは例外で、彼女の心は出会ったときから読むことができない。
俊足の持ち主。
ヴァンパイアは夜眠らないため、非常に多くの時間を持て余していることから、多くの時間を読書にあてていた。そのため科学への造詣が深く、多くの外国語を習得している。
ピアノの才能もあり、ベラのために子守唄を作曲をしている。

### 人間関係

#### 恋人・パートナー
恋人（後の妻）はイザベラ・スワン。

#### 家族
- カレン家
  - ベラ・スワン（妻）
  - カーライル・カレン（父）
  - エズミ・カレン（母）
  - アリス・カレン（姉）
  - エメット・カレン（兄）
  - ロザリー・ヘイル（姉）
  - ジャスパー・ヘイル（兄）
  - レネズミ・カレン（娘）
- チャーリー・スワン(義父）
- レネ・ドワイヤー（義母）

#### 友人
- セス・クリアウォーター

## 映画
実写映画シリーズでは、ロバート・パティンソンが演じている。日本語吹き替えは櫻井孝宏がDVD版含め、シリーズを通して担当。（EclipseではDVDのメニューで劇場公開版の吹き替えと切り替えられるようになっている。Breaking Dawn Part1,Part2は字幕のみの上映だったため、DVDのみ吹き替えが収録されている。）
ただし、Eclipseの劇場公開版は成宮寛貴が担当した。また、Eclipse公開前日に放映された特別編はウエンツ瑛士が吹き替えを担当している。